# خانواده پواسونار
«خانواده پواسونار» (فرانسوی: Au bon beurre‎) یک تله‌فیلم درام و کمدی به کارگردانی «ادوارد مولینارو» است که در سال ۱۹۸۱ از شبکهٔ تی‌اف۱ فرانسه پخش شد. فیلم‌نامهٔ این فیلم ۲ قسمتی را «پیر پلگری» و «روژه هنن» بر پایهٔ رمانی به همین نام اثر «ژان دوتور» نگاشته‌اند.
لازم است ذکر شود که عنوان اصلی این فیلم که در زبان فرانسوی «اُ بُن بُق» خوانده می‌شود اصطلاحی است به معنیِ «از آب کره گرفتن»؛ اما در فیلم، این عبارت در واقع «نام یک فروشگاه» است که «خانواده پواسونار» در آن به فروش لبنیات و خواربار مشغول‌اند و چون نام خاص است، نباید ترجمه شود.
این فیلم، نخستین بار در مردادماه ۱۳۶۷ از شبکه ۱ سیمای جمهوری اسلامی ایران و با نام «خانواده پواسونار» پخش گردید.

## خلاصه داستان
وقایع این فیلم در سال ۱۹۴۱ میلادی و در خلال جنگ جهانی دوم در فرانسه رخ می‌دهد. «لئون» یک دانشجوی آرمانگرای رشته تاریخ است که از کمپ زندانیان جنگ می‌گریزد و به خانه مادرش در پاریس پناه می‌برد و در آنجا پنهان می‌شود. کمی بعد، سربازان آلمانی، با نامه‌ای بی نام و امضاء، از محل اختفای او آگاه شده و به خانه مادرش حمله می‌کنند، اما «لئون» موفق می‌شود بگریزد و به شهر لیون برود. او که می‌خواهد به کشورش خدمت کند، تصمیم می‌گیرد «پیر لاوال» را ترور کند، اما نقشه‌اش خوب پیش نمی‌رود و دوباره دستگیر شده و این بار، به ۱۰ سال زندان محکوم می‌شود.
در همین هنگام در پاریس، آقا و خانم پواسونار که صاحب یک مغازهٔ فروش محصولات لبنی هستند، از فرصت بدست‌آمدهٔ ناشی از جنگ، بیشترین استفاده را کرده و روز به روز، پولدارتر می‌شوند. مادر «لئون» هم از مشتریان همین مغازه است. آنها خانواده‌ای فرصت‌طلب هستند که به روش‌های مختلف و نامعلوم، اجناس مورد نیاز مردم را از بازار سیاه تهیه کرده و با چندین برابر قیمت به مردم می‌فروشند. خانواده پواسونار، آشکارا از سیاست‌های «مارشال پتن» حمایت می‌کنند.
کمی بعد «خانوادهٔ پواسونار» احساس می‌کنند شرایط سیاسی در حال تغییر است. در نتیجه رنگ عوض کرده و رفتار خود را تغییر می‌دهند. آنها جان یک یهودی را نجات داده و حتی یک گروه مقاومت درست می‌کنند و رهبری‌اش را خودشان بعهده می‌گیرند. در انتها و با پایان گرفتن جنگ، «خانواده پواسونار» بیش از گذشته پولدار شده‌اند و احترام و شهرت خاصی در جامعه برای خود کسب کرده‌اند. از طرفی «لئون» که اینک در دبیرستانِ قدیمی و مشهورِ «ژان باتیسته سه» یک معلم تاریخ است، مورد مؤاخذه واقع شده و او را بر خلاف میلش به جای دیگری منتقل می‌کنند، چرا که در درس تاریخ، به پسر آقای پواسونار، نمره خوبی نداده است.

## بازیگران
- روژه هنن
- آندره‌آ فره‌ئول
- ژان-کلود دوفان
- بئاتریس آژه‌نا
- کریستین پاسکال
- پل گرز
- مونیک ملینا
- دورا دول
- فیلیپ کِلی
- فرد پرسون
- آنیک بلانشتو
- کلود بروسه
- کاترین آلگره
- ژان-فرانسوا آدام
- موریس ژاکمون
- ژان-ماری آرنو
- پیر دانکون
- ژان-کلود دوگوروس
- فرانسیس لاکس
- رنه رونو
- پیر سملر
- ژیلبر سرویان
- مارتان تره‌ویر
- ژان-لوئی تریستان
- آندری ولاردی
- ژیلبر ویلون
- ژان دوتور